# Minjar
Minjar – miasto w Rosji, w obwodzie czelabińskim. W 2010 roku liczyło 10 194 mieszkańców.